# Västerlandet (vid Björkö, Korpo)
För andra betydelser, se Västerlandet (olika betydelser).
Västerlandet med Strömkläppen är en ö i Finland. Den ligger i Skärgårdshavet och i kommunen Pargas i den ekonomiska regionen  Åboland i landskapet Egentliga Finland, i den sydvästra delen av landet. Ön ligger omkring 69 kilometer sydväst om Åbo och omkring 180 kilometer väster om Helsingfors.
Öns area är 24,2 hektar och dess största längd är 1 kilometer i sydöst-nordvästlig riktning. Ön höjer sig omkring 15 meter över havsytan.

## Sammansmälta delöar
- Västerlandet 59°54′37″N 21°39′06″Ö / 59.91017°N 21.65162°Ö
- Strömkläppen 59°54′46″N 21°39′00″Ö / 59.91275°N 21.65004°Ö